# 6 (número)
El sis (6) és el nombre natural que segueix el cinc i precedeix el set. S'escriu 6 en xifres àrabs, VI en les romanes i 六 en les xineses. L'ordinal és sisè/sisena (al País Valencià, sext/sexta i sisé/sisena). El quantitatiu és sis (En tinc sis). L'agrupament és sextet o bé sisena (com dotzena per a dotze. Una sisena d'ous; els llobatons s'agrupen en sisenes). El múltiple és sèxtuple. El divisor és un sisè/sisena part.
Sis és el segon nombre compost, els seus divisors són 1, 2 i 3. El sis és un nombre perfecte, ja que equival a la suma dels seus propis divisors. El següent nombre perfecte és el 28. El sis també és un nombre divisor harmònic i un nombre altament compost. El següent nombre compost és el dotze.
El més petit grup no-abelià és el grup simètric S₃ que té 3! = 6 elements.
En codi binari és 110; en codi ternari és 20; en el quaternari és 12; en quinari 11; en senari 10; en septenari codi i tots els superior (com ara l'octal, el decimal i l'hexadecimal) sis és 6. En nombres romans sis és VI. En la numeració xinesa és 六.
Òbviament, 6 és un nombre hexagonal.
En base 10, 6 és un 1-nombre automòrfic.
Hexa en grec és "sis". Com per exemple en:
- Un hexàgon és un polígon de sis costats.
- Un hexaedre és un poliedre amb sis cares, com ara un cub.
- A hexàpode és un animal amb sis potes; això inclou els insectes.
- Hexàmetre és una forma poètica consistent en sis peus per línia.

El prefix "hexa-" també es fa servir en els noms sistemàtics o diversos compostos químics, com ara "hexametil".

## Representació del sis
- Evolució gràfica de la seva escriptura:
- Numeració romana: VI
- Numeració xinesa: 六
- Numeració àrab: ٦
- Numeració occidental moderna, decimal: 6, que és d'origen àrab com la resta de nombres que s'empren tant a Europa com a Amèrica.

## Ocurrències del sis
- Símbol de perfecció a la càbala jueva (Tiferet).
- Nombre atòmic del carboni.
- Els dies de la Creació segons el Gènesi, tradició judeocristiana
- Repetit tres vegades (666) és el nombre de la bèstia
- En molts jocs de tauler, amb un sis es torna a tirar el dau tenint així un torn extra
- El nombre de jugadors de voleibol
- Hi ha sis continents a la Terra
- L'any d'inici de l'escolarització obligatòria a Espanya
- El nombre de puntes de l'estrella de David
- Sis cordes té la guitarra
- S'anomena sisè sentit a la intuïció
- Designa la mitja dotzena
- Una fonda de sisos és un allotjament modest
- Cursa de sis dies, mena de competicions ciclistes

- Guerra dels Sis Dies

- Grup dels Sis grup de compositors francesos de principis del segle XX

- Torneig de les Sis Nacions, competició de rugbi